# Sara Cronberg
Sara Maria Cronberg, född 10 juli 1971 i Limhamn, är en svensk regissör inom främst teater och opera. Hon är verksam som konstnärlig ledare för Unga Malmö stadsteater på Malmö stadsteater. 
Sara Cronberg utexaminerades som teaterregissör från Statens teaterskole i Köpenhamn 1998. Hon har gjort uppsättningar av teater och opera i både Sverige och Danmark, bland annat vid Stockholms stadsteater, Malmö opera Uppsala stadsteater, Göteborgs stadsteater, Angeredsteatern, Malmö stadsteater, Helsingborgs stadsteater, Nørrebro teater i Köpenhamn, Gladsaxe teater, Odense teater och Århus teater. 
Sedan 2013 pågår inom ramen för Film i Skånes produktionsprogram "Pure Fiction" utvecklingen av hennes planerade debut som långfilmsregissör.

## Utmärkelser
- Svenska teaterkritikers förenings pris för uppsättningen En annan värld 2017.

- Scenkonstgalan i Göteborg: Årets formförnyare: En annan värld. 2017

- Thaliapriset 2019/2020

### Nomineringar
- Thaliapriset: Oskar Liljas försvinnande Malmö stadsteater 2019.
- Thaliapriset: Titanic, Teaterhögskolan i Malmö 2016

## Teater

### Regi
| År   | Produktion                                                            | Upphovsmän                                                                             | Teater                        |
| ---- | --------------------------------------------------------------------- | -------------------------------------------------------------------------------------- | ----------------------------- |
| 1998 | Closer                                                                | Patrick Marber                                                                         | Odense teater                 |
| 1999 | Anatols kabinet                                                       | Jokum Rhode                                                                            | Teater Får 302                |
| 1999 | Regementets dotter La fille du régiment                               | Gaetano Donizetti, Jules Henri Vernoy de Saint-Georges och Jean-François Alfred Bayard | Malmö Opera                   |
| 2001 | Jag är ful Soy fea                                                    | Sergi Belbel och Jordi Sánchez                                                         | Angereds teater               |
| 2001 | Den lille Prins Le Petit Prince                                       | Antoine de Saint-Exupérys                                                              | Teateret Zeppelin             |
| 2002 | Gifta vänner Dinner with Friends                                      | Donald Margulies Översättning Anders Albien                                            | Stockholms stadsteater        |
| 2002 | Girls night out                                                       |                                                                                        | Odense teater                 |
| 2003 | Bubblorna i bäcken Boblerne i bækken                                  | Nikoline Werdelin                                                                      | Malmö stadsteater             |
| 2003 | Krazy Jerrys mobila disco Crazy Gary's Mobile Disco                   | Gary Owen Översättning Patrik Arve                                                     | Stockholms stadsteater        |
| 2004 | Slättskymning                                                         | Lisa Langseth                                                                          | Uppsala stadsteater           |
| 2005 | Hedda Hedda Gabler                                                    | Henrik Ibsen                                                                           | Malmö stadsteater             |
| 2006 | Medea Μήδεια, Mēdeia                                                  | Euripides Översättning Nils Gredeby                                                    | Stockholms stadsteater        |
| 2006 | Frun från havet Fruen fra havet                                       | Henrik Ibsen Översättning Maria Claus                                                  | Stockholms stadsteater        |
| 2006 | Pietà                                                                 | Astrid Saalbach Översättning Staffan Julén                                             | Stockholms stadsteater        |
| 2007 | Brott och straff Преступление и наказание, Prestupleniye i nakazaniye | Fjodor Dostojevskij                                                                    | Malmö stadsteater             |
| 2009 | Häxjakten The Crucible                                                | Arthur Miller                                                                          | Malmö stadsteater             |
| 2010 | Hantverkarna Håndværkerne                                             | Line Knutzon                                                                           | Göteborgs Stadsteater         |
| 2010 | Pinocchio                                                             | Carlo Collodi                                                                          | Aarhus Teater                 |
| 2011 | Gengångare Gengangere                                                 | Henrik Ibsen                                                                           | Uppsala stadsteater           |
| 2011 | Resan till Melonia                                                    | Per Åhlin                                                                              | Helsingborgs stadsteater      |
| 2012 | Den elektriska flickan                                                | Erik Norberg                                                                           | Malmö Stadsteater             |
| 2012 | Fyra dagar i april                                                    | Magnus Alkarp                                                                          | Uppsala Stadsteater           |
| 2013 | Min vän fascisten                                                     | Erik Gedeon och Claes Abrahamsson                                                      | Uppsala Stadsteater           |
| 2014 | Stjärnan och odjuret                                                  | Dennis Magnusson                                                                       | Uppsala Stadsteater           |
| 2014 | Det blåser på månen                                                   | Eric Linklater                                                                         | Helsingborgs Stadsteater      |
| 2015 | 9.3 på Richterskalan                                                  | Andreas Norman / Anna Kölén                                                            | Malmö Stadsteater             |
| 2016 | Melodien, der blev væk                                                | Kjeld Abell                                                                            | Nørrebro Teater               |
| 2016 | Karl-Bertil Jonssons julafton                                         | Tage Danielsson Dramatisering Sofia Fredén                                             | Malmö Stadsteater             |
| 2016 | Robinsons resa                                                        | Sara Cronberg                                                                          | Helsingborgs stadsteater      |
| 2016 | Titanic                                                               | Sara Cronberg                                                                          | Teaterhögskolan Malmö         |
| 2017 | En annan värld                                                        | Sara Cronberg                                                                          | Malmö stadsteater             |
| 2019 | Oscar Liljas försvinnande                                             | Sara Bergmark Elfgren                                                                  | Malmö Stadsteater             |
| 2019 | Orlando                                                               | Virginia Wolf                                                                          | Malmö Stadsteater             |
| 2021 | Ortrud Mann                                                           | Hanna Nygren                                                                           | Malmö Stadsteater             |
| 2021 | Ögonvittnen                                                           | Sara Cronberg, Emme Bexell, Lea Gleitman och Stefan Sablocki                           | Malmö Stadsteater             |
| 2022 | Meningen med Döden                                                    | Erik Gedeon                                                                            | Malmö Stadsteater             |
| 2023 | En midsommarnattsdröm A Midsummer Night's Dream                       | William Shakespeare Översättning Göran O. Eriksson                                     | Malmö Stadsteater             |
| 2023 | Skuggan över Stenbänken                                               | Maria Gripe                                                                            | Stockholms Stadsteater        |
| 2023 | Evita                                                                 | Andrew Lloyd Webber                                                                    | Aarhus Teater                 |
| 2024 | Evita                                                                 | Andrew Lloyd Webber                                                                    | Oslo Nye Teater               |
| 2024 | Diktatorn                                                             | Charlie Chaplin                                                                        | Malmö Stadsteater             |
| 2024 | tick, tick...BOOM!                                                    | Jonathan Larson                                                                        | Malmö Stadsteater Malmö Opera |
| 2024 | Pinocchio                                                             | Carlo Collodi                                                                          | Det Kongelige Teater          |
| 2025 | 1984 Nineteen Eighty-Four                                             | George Orwell Översättning Thomas Warburton, Dramatisering Gustav Tegby                | Kulturhuset Stadsteatern      |